# Дом купца Гаврилова
Дом купца Гаврилова — здание в Алма-Ате, построенное в начале XX века в стиле модерн по заказу верненского купца Гаврилова, владельца Семиреченской табачной фабрики.

## История
Дом был построен в начале XX-го века для семьи купца М.А. Гаврилова, потомка Алексея Гаврилова, известного семиреченского табаковода. Оно находилось на пересечении улиц Штабной (ул. Гоголя) и Лепсинской (пр. Назарбаева).
В 1928 году, после смерти купца Гаврилова дом был национализирован.
В советское время в доме располагался Семиреченский облисполком.
В 1973 году дом был полностью разобран и перенесён по адресу ул. Мира, 167. Позднее на старом месте расположения дома был построен магазин «Москва».
В 1980-е годы была проведена реставрация дома, в нём расположилось Министерство иностранных дел.
В 90-е годы здание было облицовано сайдингом, что значительно изменило внешний облик здания. Также была возведена пристройка – ресторан «Дом приемов» с двумя банкетными залами.
В 2000 году здание было передано в ведение акимата города и преобразовано в «Дом приёмов».

## Архитектура
Дом был построен с 12-ю комнатами с одной русской и восемью голландскими печами. В первоначальном виде дом представлял образец типичного верненского купеческого особняка, памятник деревянного зодчества. При переносе здания не сохранились старинные печи ручной работы.

## Статус памятника
4 апреля 1979 года было принято Решение исполнительного комитета Алма-Атинского городского Совета народных депутатов № 139 «Об утверждении списка памятников истории и культуры города Алма-Аты», в котором был указан дом почётного гражданина города Верного Головизина. Решением предусматривалось оформить охранное обязательство и разработать проекты реставрации памятников.
26 января 1982 года здание было включено в список памятников истории и культуры республиканского значения Казахской ССР.